# Ellesse Andrews
Ellesse Andrews (Christchurch, 31 dicembre 1999) è una pistard neozelandese.
Ha vinto due ori e due argenti ai Giochi olimpici.

## Palmarès

### Pista
- 2015

Campionati oceaniani, Scratch Junior
Campionati oceaniani, Velocità a squadre Junior (con Emma Cumming)
- 2016

Campionati del mondo, Velocità a squadre Junior (con Emma Cumming)
Campionati oceaniani, 500 metri a cronometro Junior
Campionati oceaniani, Inseguimento a squadre Junior (con Emily Shearman, Nicole Shields e Kate Smith)
Campionati oceaniani, Corsa a punti Junior
- 2017

Campionati neozelandesi, Inseguimento individuale Junior
Campionati neozelandesi, 500 metri a cronometro Junior
Campionati del mondo, Inseguimento individuale Junior
- 2018

Campionati oceaniani, Inseguimento individuale
- 2019

Keirin Cup Trexlertown, Keirin
Campionati oceaniani, Keirin
Campionati neozelandesi, Keirin
Campionati neozelandesi, Velocità a squadre (con Racquel Sheath)
- 2020

Campionati neozelandesi, Velocità
Campionati oceaniani, Keirin
- 2022

Campionati neozelandesi, Keirin
Campionati oceaniani, Velocità a squadre (con Olivia King e Rebecca Petch)
Campionati oceaniani, Velocità
Campionati oceaniani, Keirin
Cambridge Classic #1, Velocità
Cambridge Classic #1, Keirin
Cambridge Classic #2, Velocità
Cambridge Classic #2, Keirin
Cambridge Classic #3, Velocità
Cambridge Classic #3, Keirin
Giochi del Commonwealth, Velocità a squadre (con Olivia King e Rebecca Petch)
Giochi del Commonwealth, Velocità
Giochi del Commonwealth, Keirin
Sydney 1000, Velocità
Sydney 1000, Keirin
Austral, Velocità
Austral, Keirin
- 2023

GP Cambridge, Velocità
Grassroots Velodrome GP, Velocità
Grassroots Velodrome GP, Keirin
Campionati oceaniani, Velocità
Campionati del mondo, Keirin
Palma de Mallorca, Keirin
Berlin, Velocità
Berlin, Keirin
Saint-Quentin-en-Yvelines, Velocità
London, Velocità
London, Keirin
- 2024

Milton, Keirin
Giochi olimpici, Keirin
Giochi olimpici, Velocità
New Zealand GP, Velocità
New Zealand GP, Keirin

### Strada
- 2017

Campionati neozelandesi, Prova in linea Junior

## Piazzamenti

### Competizioni mondiali
- Campionati del mondo su pista

Aigle 2016 - Velocità a squadre Junior: vincitrice
Aigle 2016 - 500 metri a cronometro Junior: 5ª
Aigle 2016 - Inseguimento individuale Junior: 3ª
Aigle 2016 - Keirin Junior: 13ª
Montichiari 2017 - Inseguimento a squadre Junior: 2ª
Montichiari 2017 - Inseguimento individuale Junior: vincitrice
Montichiari 2017 - Keirin Junior: 5ª
Pruszków 2019 - Velocità a squadre: 15ª
Pruszków 2019 - 500 metri a cronometro: 24ª
Berlino 2020 - Keirin: 5ª
St. Quentin-en-Yv. 2022 - Velocità: 8ª
St. Quentin-en-Yv. 2022 - Keirin: 5ª
Glasgow 2023 - Keirin: vincitrice
Glasgow 2023 - Velocità: 3ª
Glasgow 2023 - Velocità a squadre: 5ª
- Giochi olimpici

Tokyo 2020 - Keirin: 2ª
Tokyo 2020 - Velocità: 11ª
Parigi 2024 - Velocità a squadre: 2ª
Parigi 2024 - Keirin: vincitrice
Parigi 2024 - Velocità: vincitrice